# سوفي شارلوت
سوفي شارلوت هي ممثلة برازيلية، ولدت في 29 أبريل 1989 بهامبورغ في ألمانيا.

## وصلات خارجية
- سوفي شارلوت على موقع IMDb (الإنجليزية)
- سوفي شارلوت على موقع روتن توميتوز (الإنجليزية)
- سوفي شارلوت على موقع قاعدة بيانات الفيلم (الإنجليزية)
- سوفي شارلوت على موقع كينوبويسك (الروسية)